# Megastigmus nipponicus
Megastigmus nipponicus är en stekelart som beskrevs av Keizo Yasumatsu och Kamijo 1979. Megastigmus nipponicus ingår i släktet Megastigmus och familjen gallglanssteklar. Inga underarter finns listade i Catalogue of Life.